# Erhard Ufermann
Erhard Ufermann (* 28. Oktober 1956 in Wuppertal) ist ein deutscher Musiker, Komponist, Kulturarbeiter und evangelischer Theologe.

## Leben und Wirken
Nach dem Abitur studierte Erhard Ufermann Evangelische Theologie in Wuppertal und Bonn. Im Jahr 1970 gründete er den CVJM-Jugendchor Wuppertal und begann für den Chor zu komponieren.
Im Jahr 1989 folgte die Gründung der „Formation Ufermann“, die genre- und kulturübergreifende Projekte zwischen Jazz, Weltmusik, Chanson, Lyrik und Theater spielt. Mit der Band konzertierte Ufermann in Deutschland, europäischen Nachbarländern und Südamerika, darunter beim Montreux Jazz Festival (1997), 1998 beim Internationalen Hessen Jazz Festival, 2000 „Song of Songs“ International Festival of Music (2000. Poland) sowie beim Europäischen Festival der Aleviten (2006. Lanxess Arena Köln „Von der Klage zur Hoffnung“).
Im Jahr 1998 gründete Ufermann das Kulturzentrum Bandfabrik im Wuppertaler Osten und im folgenden Jahr den Verein „Kultur am Rand e.V.“, der die kulturelle Arbeit der Bandfabrik mit ehrenamtlichen Mitarbeitern verantwortet.
Von 1984 bis 2003 arbeitete Ufermann als Gefängnisseelsorger in der Justizvollzugsanstalt Wuppertal-Vohwinkel und entwickelte ein ganzheitliches transkulturelles Seelsorgeverständnis mit kreativen und künstlerischen Mitteln. Von 2000 bis 2003 saß er im Vorstand der Arbeitsgemeinschaft der Gefängnisseelsorge in Justizvollzugsanstalten für Jugendliche in der BRD.
Seit 2007 hält er regelmäßig Radioandachten im WDR (WDR 2).
Von 2008 bis 2014 leitete er das „Referat Kultur und Musik“ im Evangelischen Kirchenkreis Wuppertal. In dieser Funktion entwickelte er Formate wie das Festival der Stimmen (26 Konzerte, 7 Workshops in zehn Tagen an dreißig Orten in der Stadt mit 15 Kooperationspartnern), Singen mit Ungeborenen oder ein Orgel-Open-Air. Außerdem initiierte er das Projekts SINGPAUSE in Wuppertaler Grundschulen in Trägerschaft der Bergischen Musikschule (2013).
Von 2011 bis 2021 war Ufermann mitverantwortlich für die Arbeit der Evangelischen CityKirche Wuppertal. Es kam zu Kooperationen u. a. mit dem Sinfonieorchester Wuppertal, den Wuppertaler Bühnen, der Bergischen Universität, dem Wuppertal Institut für Klima, Umwelt, Energie, evangelischen Einrichtungen und Gemeinden, dem Einzelhandel in der Innenstadt, NGOs und Parteien, dem Katholischen Bildungswerk und der Katholischen Stadtkirchenarbeit.
Von 2000 bis 2017 arbeitete er freiberuflich mit dem Theaterregisseur und Künstler Andy Dino Iussa zusammen. Er gründete eine Agentur zur Entwicklung von Ideen und Durchführung von Projekten zwischen Kunst, Kommunikation und gesellschaftlicher Intervention. Seit 2021 ist Ufermann wieder freiberuflich tätig und entwickelt künstlerische Projekte.

## Diskografie
- LP „Unser Lied“, 1977
- CD „vida“ mit Anne Martin, 1991
- CD „uma historia“ mit Andrea Rincon, 1995
- CD „ecce vita“, 1997
- CD „wolkenlauf“, 2004 (Buchbeilage)
- CD „memoria al future“, live. Konzert in der Bandfabrik Wuppertal, 2005
- CD „selam“ mit Ercan Sahin, 2006
- CD Jüdisches Leben in Wuppertal, 2008 (Buchbeilage)
- CD „So auf Erden“ (Sampler) mit Musik aus dem Kirchenkreis Wuppertal (2008)
- Literatur-CD mit Elazar Benyoetz, „eingezweifelt in gott“, 2009
- CD „We are the world“ (2009), Mitschnitt eines Konzertes von 500 Schülerinnen und Schüler im Rahmen des „Festivals der Stimmen“
- CD „salam“ mit Hayat Chaoui, 2014
- Literatur CD mit Elazar Benyoetz, „am anfang steht das ziel und legt die wege frei“, live, 2015 (Buchbeilage)
- CD „59 Minuten Weihnachten“ mit Hayat Chaoui, 2015
- Maxi-CD „For life to go on“ anlässlich von IFOTES, Internationaler Kongresses der Telefonseelsorge, 2016

## Veröffentlichungen (Auswahl)
- „Mitleben“. Andere christliche Lieder. Ein Liederbuch für Jugendchorarbeit, Mundorgel-Verlag, 1981 (mit zwei Tonkassetten)
- Seele in Beton. Selbstportraits von jungen Inhaftierten, Bildband 2001
- Artikel „Kultur und Musik“ in der Zeitschrift FORUM Kirchenmusik, Mai–Juni 2011
- Aufsatz „Kultur und Musik in der Kirche. Über Verhinderungen und Möglichkeiten“, in: “Mus!k macht´s möglich” Evangelische Kirche im Rheinland, 2018
- Grigoleit, Ralf. Allard, Pierre (Prison chaplain). Lösch, Manfred (Prison chaplain). Evangelische Konferenz für Gefängnisseelsorge in Deutschland: Es wird ein Leben ohne Gitter geben. Festschrift für Manfred Lösch zu seiner Verabschiedung als Beauftragter des Rates der EKD für Seelsorge an Justizvollzugsanstalten. Fernwald, ISBN 3-936705-49-6

## Nominierungen und Auszeichnungen
- 2007: Erster Preisträger des Robert-Jungk-Preises für Stadtentwicklung zwischen Interkulturalität, Kunst und demographischem Wandel zusammen mit Andy Dino Iussa
- 2008: Nominiert für den Wuppertaler Wirtschaftspreis zusammen mit Andy Dino Iussa
- 2016: Künstlerpreis der Hartmut und Lore Schuler Stiftung
- 2020: „Goldene Spule“ (für Verdienste im Quartier)